# Gwiazdosz rudawy

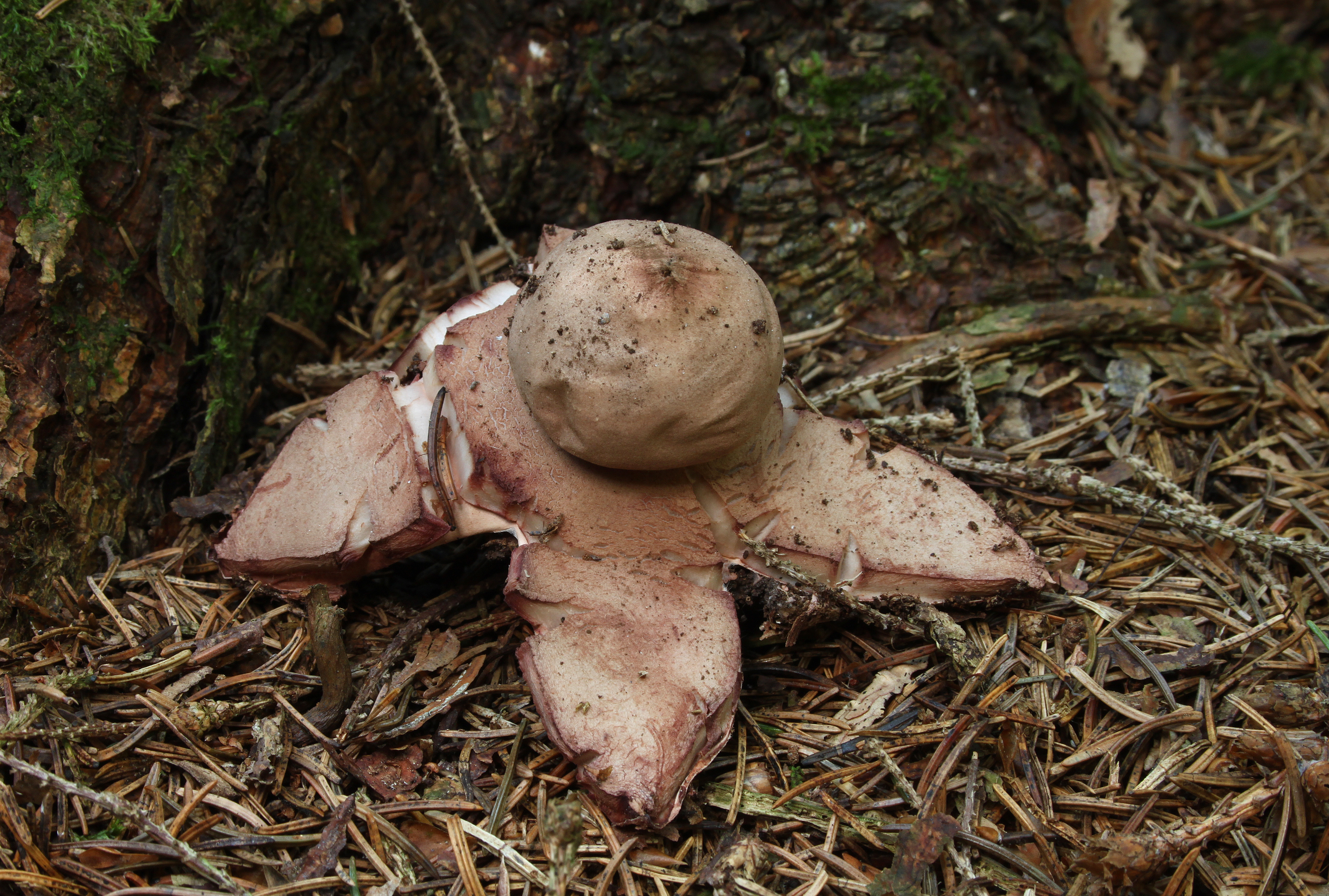
Starszy owocnik

Gwiazdosz rudawy (Geastrum rufescens Pers.) – gatunek grzybów należący do rodziny gwiazdoszowatych (Geastraceae).

## Systematyka i nazewnictwo
Pozycja w klasyfikacji według Index Fungorum: Geastrum, Geastraceae, Geastrales, Phallomycetidae, Agaricomycetes, Agaricomycotina, Basidiomycota, Fungi.
Po raz pierwszy opisał go Christiaan Hendrik Persoon w 1801 r. Niektóre synonimy nazwy naukowej:
- Geastrum schaefferi Vittad. 1842
- Geastrum vulgatum Vittad. 1842

Nazwę polską podał K. Zaleski w 1948 r. W polskim piśmiennictwie mykologicznym gatunek ten opisywany był też jako promiennik brunatnawy i promiennik rudawy.

## Morfologia
Owocnik
Kuliste, nieco spłaszczone, na szczycie stożkowato uwypuklone, o średnicy 2–5 cm. Całe otoczone warstewką ochrowobrązowej do czerwonobrązowej grzybni, która przerasta również cząsteczki gleby. Okrywa zewnętrzna (ektoperydium) pęka od szczytu do połowy owocnika na 5–6 (do dziesięciu) trójkątnych, nierównych ramion, które rozchylają się, a następnie podginają pod owocnik. W stanie wyschniętym mogą odgiąć się z powrotem i znów okryć endoperydium. Rozwinięte owocniki osiągają średnicę 3–8 cm. Ramiona są początkowo cielistoróżowe, później czerwonobrązowe, po wyschnięciu pokryte drobnymi spękaniami. Osłona wewnętrzna (endoperydium) do 3 cm średnicy, kulistawa, na szczycie trochę uwypuklona, jasnoochrowa do brązowawej, siedząca, chociaż u suchych owocników może zarysować się niewielka szyjka. Otwór szczytowy (perystom) o nierównym, frędzlowanym brzegu, płaski, bez talerzyka. Kolumella dość trwała, sięgająca co najmniej do połowy endoperydium. Gleba brązowa.
Cechy mikroskopowe
Zarodniki kuliste o średnicy do 4,5 μm, jasnobrązowe, szorstkie, pokryte niskimi brodawkami (na obwodzie do 14 brodawek). Strzępki włośni mają grubość do 9 μm.
Gatunki podobne
Gwiazdosz rudawy może być mylony z gwiazdoszem frędzelkowanym (Geastrum fimbriatum), którego owocniki są mniejsze, a miąższ nie czerwienieje.

## Występowanie i siedlisko
Występuje na wszystkich kontynentach poza Antarktydą i Australią (ale jest na Nowej Zelandii). W Polsce jest rzadki i znajduje się na Czerwonej liście roślin i grzybów Polski. Ma status E – gatunek krytycznie zagrożony wymarciem Znajduje się na listach gatunków zagrożonych także w Norwegii, Holandii, Litwie. W Polsce był gatunkiem ściśle chronionym, od 9 października 2014 r. nie znajduje się już na liście gatunków chronionych.
Rośnie w lasach liściastych, iglastych i mieszanych, w zaroślach. Pojawia się pojedynczo lub w małych grupach. Dawniej w Polsce był najczęściej występującym gatunkiem gwiazdosza.